# تیم ملی بسکتبال مردان اروگوئه
تیم ملی بسکتبال اروگوئه نماینده اروگوئه در مسابقات بین‌المللی است. 